# Schronisko Dudowe Górne
Schronisko Dudowe Górne (Dudowa Górna, Schronisko V) – jaskinia, a właściwie schronisko, w Dolinie Chochołowskiej w Tatrach Zachodnich. Wejście do niej znajduje się w Dolinie Dudowej, w Dudowych Spadach, w pobliżu Dudowej Studni, na wysokości 1479 metrów n.p.m. Jaskinia jest pozioma, a jej długość wynosi 6 metrów.

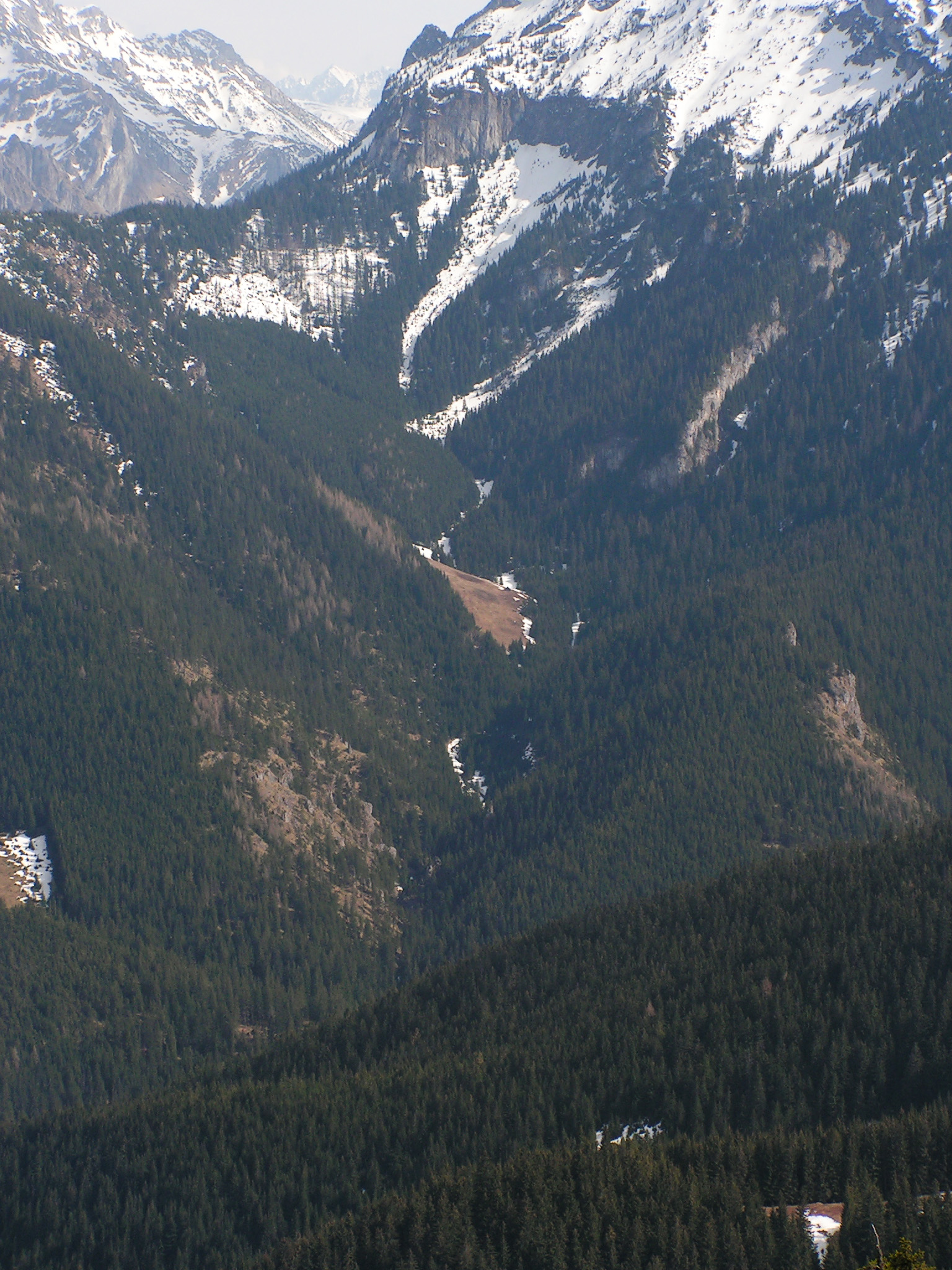
Dolina Dudowa. W głębi Kominiarski Wierch i Dudowe Spady

## Opis jaskini
Jaskinię stanowi wąski, szczelinowy, poziomy korytarzyk zaczynający się w nyży przy niewielkim otworze wejściowym i kończący zawaliskiem nie do przejścia. Za zawaliskiem widać dalej ciągnący się, niezbadany korytarz.

## Przyroda
W jaskini nie ma nacieków. Ściany są wilgotne, rosną na nich mchy i porosty.

## Historia odkryć
Jaskinię odkryli Z. Biernacki, A. Wosiński i M. Żelechowski w 1966 roku. Jej plan i opis sporządził Z. Biernacki w 1967 roku.